# Не оставляй меня, любимый!
«Не оставляй меня, любимый!» (укр. «Не залишай мене, коханий!») — сьомий сингл російсько-українського гурту «ВІА Гра», з альбому «Стоп! Снято!».

## Відеокліп
Сьомий кліп групи ВІА Гра. Саме з цим кліпом значився «золотий період» у гурті.
Режисер кліпу Семен Горов.

## Офіційні версії пісні
- Не оставляй меня, любимый! (Альбомна Версія)
- Не оставляй меня, любимый! (Etno-easy mix by RainMan)
- Не оставляй меня, любимый! (Space mix by RainMan)